# MTV Russia Music Awards
Gli MTV Russia Music Awards, in sigla RMA, sono stati una manifestazione organizzata dall'emittente televisiva MTV, dove venivano premiati i cantanti e le canzoni più popolari in Russia.
Fino al 2008 il vincitore della categoria "miglior artista" acquisiva automaticamente il premio per il miglior artista di MTV Russia agli MTV Europe Music Awards. Successivamente, il vincitore della medesima categoria è stato determinato dal voto sul sito degli MTV EMA.
Nel novembre 2009 MTV Russia ha annunciato che l'edizione di quell'anno degli MTV RMA non avrebbe avuto luogo a causa della sfavorevole situazione economica. Da allora la cerimonia non si è più tenuta. Nel 2009 la manifestazione è stata sostituita dagli MTV Birthday Party a Cipro e nel 2010 si è tenuta sotto forma di festa privata.
Dima Bilan detiene il maggior numero di premi (10), seguito da Zveri (5) e da MakSim (3).

## Location che hanno ospitato gli MTV Russia Music Awards
| Anno | Paese  | Città           | Luogo                         | Presentatore/i               |
| ---- | ------ | --------------- | ----------------------------- | ---------------------------- |
| 2004 | Russia | Mosca           | Palazzo di Stato del Cremlino | Konstantin Chabenskij        |
| 2005 | Russia | Mosca           | Piazza Rossa                  | Anna Azarova e Šnur          |
| 2006 | Russia | San Pietroburgo | Palazzo del ghiaccio          | Serëga                       |
| 2007 | Russia | Mosca           | Megasport Arena               | Anna Semenovič e Pavel Volja |
| 2008 | Russia | Mosca           | Palazzo dello sport Lužniki   | Dima Bilan e Sergej Lazarev  |

## Categorie dei premi

### Categorie principali
- Miglior artista
- Miglior artista internazionale
- Miglior cantante femminile
- Miglior cantante maschile
- Miglior canzone
- Miglior debutto
- Miglior gruppo
- Miglior progetto dance
- Miglior progetto hip-hop/rap/r&b
- Miglior progetto pop
- Miglior progetto rock
- Miglior video

### Categorie aggiuntive
- Miglior plagio (2008)
- Miglior ringtone (2006-2007)
- Network (2008)
- Sex (2008)

### Premi speciali
- Leggenda di MTV[n 1]
- MTV Opening[n 2]
- Premio Svobodnyj razum[n 3]
- Premio Živi[n 4]
- Premio VH1[n 5]

## Vincitori dei premi nelle varie edizioni

### 2004
- Leggenda di MTV: Viktor Coj
- Miglior artista: Zveri
- Miglior artista internazionale: The Rasmus
- Miglior cantante femminile: Valerija
- Miglior cantante maschile: Del'fin
- Miglior canzone: VIA Gra e Valerij Meladze – Pritjažen'ja bol'še net
- Miglior debutto: UmaTurman
- Miglior gruppo: Zveri
- Miglior progetto dance: Najk Borzov, Kosti iz buduščego e DJ Gruvom – Metkaja lošadka
- Miglior progetto hip-hop: Kasta
- Miglior progetto pop: Smash!!
- Miglior progetto rock: Kipelov
- Miglior video: Zveri – Vsë, čto kasaetsja
- Premio Svobodnyj razum: Vladimir Pozner
- Premio Živi: Reparto 1 dell'Ospedale Clinico Repubblicano

### 2005
- Leggenda di MTV: Boris Grebenščikov
- Miglior artista: Dima Bilan
- Miglior artista internazionale: Black Eyed Peas
- Miglior cantante femminile: Žasmin
- Miglior cantante maschile: Dima Bilan
- Miglior canzone: Valerija, Stas P'echa – ty grustiš'
- Miglior debutto: Masskva
- Miglior gruppo: Diskoteka Avarija
- Miglior progetto dance: Vengerov & Fedoroff
- Miglior progetto hip-hop: Serëga
- Miglior progetto pop: Korni
- Miglior progetto rock: Zveri
- Miglior video: Zemfira – Bljuz
- MTV Opening: FPS
- Premio Svobodnyj razum: Valerij Gazzaev
- Premio Živi: Aleksandra Volgina

### 2006
- Leggenda di MTV: Andrej Makarevič
- Miglior artista: Dima Bilan
- Miglior artista internazionale: Black Eyed Peas
- Miglior cantante femminile: Julija Savičeva
- Miglior cantante maschile: Sergej Lazarev
- Miglior canzone: Dima Bilan – Never Let You Go
- Miglior debutto: Gorod 312
- Miglior gruppo: Zveri
- Miglior progetto dance: Vengerov & Fedoroff
- Miglior progetto hip-hop/rap/r&b: Ligalize
- Miglior progetto pop: VIA Gra
- Miglior ringtone: A-Studio – Uletaju
- Miglior progetto rock: Tokio
- Miglior video: t.A.T.u. – All About Us
- Premio Svobodnyj razum: Kruzenshtern
- Premio VH1: Alëna Sviridova – Rozovyj flamingo
- Premio Živi: Vlad Topalov

### 2007
- Leggenda di MTV: Mumij Troll'
- Miglior artista: Dima Bilan
- Miglior artista internazionale: Avril Lavigne
- Miglior cantante femminile: MakSim
- Miglior cantante maschile: Sergej Lazarev
- Miglior canzone: Dima Bilan – Nevozmožnoe vozmožno
- Miglior debutto: Serebro
- Miglior gruppo: A-Studio
- Miglior progetto dance: Vengerov & Fedoroff
- Miglior progetto hip-hop/rap/r&b: Bianka
- Miglior progetto pop: MakSim
- Miglior ringtone: DJ Slon e Angel-A – A ty menja ljubiš'?
- Miglior progetto rock: Bi-2
- Miglior video: Splean – Skaži, čto ja eë ljublju
- MTV Opening: Aleksej Vorob'ëv
- Premio VH1: Moral'nyj kodeks
- Premio Živi: Fondo Podari žizn' di Čulpan Chamatova

### 2008
- Leggenda di MTV: t.A.T.u.
- Miglior artista: Sergej Lazarev
- Miglior artista internazionale: Jay Sean
- Miglior cantante femminile: MakSim
- Miglior cantante maschile: Dima Bilan
- Miglior debutto: DJ Smash e Fast Food
- Miglior gruppo: Serebro
- Miglior plagio: Žanna Friske – Žanna Friske
- Miglior progetto dance: Diskoteka Avarija e DJ Smash
- Miglior progetto hip-hop: Basta e Centr
- Miglior progetto pop: Dima Bilan
- Miglior video: Dima Bilan – Number One Fan
- Network: Noggano
- Sex: Vintage ed Elena Korikova – Plochaja devočka

Nel 2008 il premio al Miglior progetto rock non viene assegnato a causa delle poche rock band nel format di MTV Russia.

### 2009
L'edizione del 2009 non ha avuto luogo.

### 2010
L'edizione del 2010 si è tenuta in forma di cerimonia privata. Il premio assegnato è stato quello di Leggenda di MTV. Da allora la manifestazione non ha più avuto un seguito.
- Leggenda di MTV: Kasta

## Annotazioni
1. ↑  Assegnato a gruppi o singoli il cui lavoro ha avuto un'influenza decisiva sulla formazione e lo sviluppo della cultura musicale contemporanea in Russia.
2. ↑  Il vincitore viene selezionato tra i giovani interpreti più promettenti.
3. ↑  Assegnato a individui o organizzazioni le cui attività stabiliscono nuovi standard di vita, professionali e sociali.
4. ↑  Assegnato a individui o organizzazioni il cui lavoro contribuisce alla lotta contro l'AIDS e l'abuso di droghe.
5. ↑  Premio speciale del canale musicale russo VH1.